# Thraupis sayaca
Thraupis sayaca là một loài chim trong họ Thraupidae.